# Atrichocera
Atrichocera is een kevergeslacht uit de familie van de boktorren (Cerambycidae). De wetenschappelijke naam van het geslacht werd voor het eerst geldig gepubliceerd in 1911 door Aurivillius.

## Soorten
Atrichocera omvat de volgende soorten:
- Atrichocera celebensis Breuning, 1943
- Atrichocera laosensis Breuning, 1965
- Atrichocera moultoni Aurivillius, 1911